# Київенерго
«Київенерго» — енергетична компанія, що існувала у місті Києві з 1930 по 2018 рік. Займалася виробництвом та розподілом теплової та електричної енергії по трериторії міста.
У 2018 році від компанії було спочатку відділено ТЕЦ та теплові мережі в окреме КП «Київтеплоенерго», а пізніше на виконання вимог реформи ринку електричної енергії залишок Київенерго був розділений на ОСРа ПрАТ ДТЕК Київські електромережі та постачальника ТОВ «Київські енергетичні послуги», що працює під брендом «Yasno»

## Історія
Засновано 1930 року як Акціонерне товариство «Київструм».
1 травня 1930 — було запущено перший агрегат на КРЕС потужністю 21 300 кВт. Вперше в СРСР на генераторах КРЕС теплових електростанцій було застосовано напругу 11 кВ.
1933 — вперше в колишньому СРСР було використано змінний струм для живлення пристроїв захисту електромереж та впроваджено індуктивний метод визначення проходження траси та місця пошкодження електрокабелю.
1934 — вперше в колишньому СРСР застосовано захист від замикання на «землю» кабельних мереж та диференційний захист генераторів. Енергокомбінат «Київенерго» реорганізовано на Районне енергетичне управління «Київенерго».
1935 — введено в експлуатацію II чергу КРЕС — турбогенератор потужністю 25000 кВт.
1936 — введено в експлуатацію ТЕЦ-3 (нині СТ-1) з обладнанням вітчизняного виробництва електричною потужністю 12000 кВт.
1937 — закінчено будівництво II черги ТЕЦ-3. Потужність станції зросла до 36000 кВт.
1939 — введено в дію III чергу КРЕС з турбогенератором потужністю 25000 кВт. Загальна потужність станції сягнула 70300 кВт.
1940 — споживачі тепла від ТЕЦ вперше стали отримувати гарячу воду для господарських потреб.
1941 — введено в дію турбоагрегат 24000 кВт ТЕЦ-3. Потужність станції сягнула 60000 кВт.
1943 — після звільнення міста Києва від німецьких загарбників на Шевченківській ДМС почав працювати перший відновлений дизель-генератор потужністю 300 кВт.
1944 — на КРЕС введено в експлуатацію перший відновлений агрегат потужністю 10000 кВт.
1945 — на ТЕЦ-3 введено в дію перший відновлений агрегат. Потужність енергосистеми становила 35900 кВт.
1946 — вперше в колишньому СРСР на ДЕС-2 було застосовано промислову установку компаундування з електромагнітним вібраційним коректором напруги на генераторі.
1947 — на Київській ДЕС-2 почав працювати перший турбоагрегат високого тиску потужністю 35000 кВт.
1948 — на ДЕС-2 почав працювати другий турбоагрегат високого тиску потужністю 24000 кВт.
1950 — введено в дію перші кабельні мережі 35 кВ.
1951 — пущено третій агрегат високого тиску на ГЕС-2 потужністю 30000 кВт.
1954 — введено в експлуатацію першу чергу Дарницької ТЕЦ потужністю 50 МВт. На той час це була одна з найбільших і найкращих теплових електростанцій на території колишнього СРСР.
1958 — введено в експлуатацію перші повітряні лінії (ПЛ) від Дарницької ТЕЦ напругою 110 кВ.
1960 — введено першу міжсистемну ПЛ 330 кВ Київ — Кременчук. Це дало змогу об'єднати для паралельної роботи Київську і Дніпровську енергосистеми.
1963 — на ТЕЦ-2 (колишня ДЕС-2) вперше в СРСР введено в експлуатацію дослідно-промислову стаціонарну енергетичну газотурбінну установку (ГТУ) потужністю 25 МВт.
1967 — завершено об'єднання всіх енергосистем України повітряними лініями 220—330 кВ, що підвищило надійність електропостачання споживачів
1971 — на Білоцерківській ТЕЦ подано навантаження на перший турбогенератор потужністю 60 МВт. Введено в експлуатацію енергоблок № 1 Київської ТЕЦ-5 електричною потужністю 100 МВт і тепловою потужністю 160 Гкал/год та водогрійний котел ПТВМ-180
1972 — у грудні 1972 року на ТЕЦ-5 запущено енергоблок № 2 потужністю 100 МВт.
1974 — на Київській ТЕЦ-5 пущено моноблок електричною потужністю 250/300 МВт і тепловою потужністю 330 Гкал/год. Завершено будівництво другої черги ТЕЦ.
1976 — на базі РЕУ «Київенерго» створено Виробниче енергетичне об'єднання «Київенерго» (ВЕО «Київенерго») . У листопаді 1976 року на ТЕЦ-5 запущено енергоблок № 4 потужністю 250/300 МВт.
1978 — ТЕЦ-5 введено в постійну експлуатацію.
1981 — введено в експлуатацію перший енергоблок потужністю 250 МВт на Київській ТЕЦ-6.
1995 — 28 вересня, згідно з наказом Міненерго України від 31.08.95 № 177 шляхом корпоратизації Виробничого енергетичного об'єднання «Київенерго» було створено Державну акціонерну енергопостачальну компанію «Київенерго».
1998 — на базі Державної акціонерної енергопостачальної компанії «Київенерго» було створено Акціонерну енергопостачальну компанію «Київенерго» (АЕК «Київенерго»). В цьому році на ТЕЦ-5 встановлено п'ятий водогрійний котел марки КВГМ-180. На ТЕЦ-6 відновлено будівництво енергоблока № 3.
2000 — вперше в Україні введено в експлуатацію закриту підстанцію глибокого вводу 110/10 кВ «Центр» з елегазовим розподільчим пристроєм 110 кВ та вакуумними вимикачами відхідних ліній 10 кВ.
2004 — на енергоблоці № 3 ТЕЦ-6 встановлено генератор ТГВ-320-2ПУЗ виробництва НВО «Електроважмаш», м. Харків. На ТЕЦ-6 запущено в дію новий сучасний водогрійний котел № 6 фірми «Alstom» з номінальною тепловою потужністю 180 Гкал/год, будівництво якого розпочали в 2001 році.
2005 — введено в експлуатацію нову підстанцію закритого типу 110/10 кВ «Осокорки».
2010 — завершено будівництво першої черги станції теплопостачання «Позняки» (СТ «Позняки»), будівництво якої було розпочато ще у 1989 році. СТ «Позняки» — перший потужний об'єкт теплоенергетики в Києві, який за останні 22 роки було введено в експлуатацію.
2011 — Акціонерна енергопостачальна компанія «Київенерго» реорганізується в Публічне акціонерне товариство «Київенерго» (ПАТ «Київенерго»).
2012 — введено в експлуатацію нову підстанцію 110/10 кВ «Московська» з лінією електропередачі 110 кВ в Голосіївському районі Києва. ПС «Московська» — найбільший об‘єкт такого класу напруги, збудований у Києві за останні 20 років. Її будівництво здійснювалося поряд із територією старої підстанції, потужність якої не могла у повному обсязі забезпечити потреби Голосіївського та частини Печерського районів столиці у електроенергії.
У 2013 році компанія замінила більш ніж 100 км теплових мереж — найбільший об'єм робіт, який виконувався в тепловому хазяйстві впродовж останніх років. Реконструкція торкнулася як магістральних, так і розподільчих трубопроводів. Завершено роботи з реконструкції підстанцій «Печерська», «Львівська». Також компанія реконструювала 30 км кабельних мереж напругою 10-110 кВ у центрі Києва. На ТЕЦ-6 розпочато проєкт реконструкції системи водоочистки і градирні № 2.
2014 — на ТЕЦ-5 завершено проєкт з установки сучасного електротехнічного обладнання КРПЕ-330 виробництва АВВ (Швейцарія). Аналог КРПЕ-330 встановлений в Україні тільки Дністровської гідроакумулюючої станції (ДГАЕС). В теплової генерації такі технології і конструкції застосовуються вперше. ПАТ «Київенерго» завершило реконструкцію підстанції ПС «Оленівська» 35/10 кВ, яка була введена в експлуатацію ще в 1974 році. Протягом 2013—2014 років компанія здійснювала реконструкцію підстанції, збільшивши її клас напруги з 35 до 110 кВ і потужність з 22 до 56 МВт. Завершено перший етап будівництва перемички між тепловими мережами станції теплопостачання «Позняки» і «Заводом Енергія». З введенням в експлуатацію теплотраси, приблизно 100 житлових будинків масиву Позняки будуть забезпечені теплом в зимову пору року.
У 2018 році, ПАТ «Київенерго» передало теплові станції та мережі до КП «Київтеплоенерго». 16 лютого 2018 року шляхом реорганізації та виділу зі структури ПАТ «Київенерго» було засноване Приватне акціонерне товариство «ДТЕК КИЇВСЬКІ ЕЛЕКТРОМЕРЕЖІ» (оператор системи розподілу).
Публічне акціонерне товариство «Київенерго» у 2019 році було перереєстроване у місто Курахове Донецької області та змінено його назву на Акціонерне товариство «К. ЕНЕРГО» (АТ «К. ЕНЕРГО»). Постановою Господарського суду Донецької області у справі № 905/1965/19 від 24.09.2020 боржника — АТ «К. ЕНЕРГО» визнано банкрутом. Відкрито ліквідаційну процедуру строком на 12 місяців. 25 вересня 2020 року на офіційному веб-сайті Вищого господарського суду України в мережі Інтернет оприлюднено оголошення № 65279 про визнання боржника банкрутом і відкриття ліквідаційної процедури АТ «К. ЕНЕРГО».

## Характеристика підприємства
Станом на 2018 рік мають до складу піддприємства входили:
- ТЕЦ-5, ТЕЦ-6;
- Станції електропостачання № 1 та № 2;
- Теплові мережі у місті Києві;
- Підстанції та ліній електропередач напругою 0,4-110 кВ у місті Києві.